# Liste des sites Ramsar en Jamaïque
Cet article recense les zones humides de Jamaïque concernées par la convention de Ramsar.

## Statistiques
La convention de Ramsar est entrée en vigueur en Jamaïque le 7 février 1998.
En janvier 2020, le pays compte 4 sites Ramsar, couvrant une superficie de 458,60 km2.

## Liste
| Site                                         | Paroisse        | Notes | Date                                       | Superficie (km²) | Altitude (m) | Identifiant Ramsar | Identifiant WDPA | Coordonnées                         | Photo |
| -------------------------------------------- | --------------- | ----- | ------------------------------------------ | ---------------- | ------------ | ------------------ | ---------------- | ----------------------------------- | ----- |
| Marécages de la basse Black River (en)       | Saint Elizabeth |       | 7 octobre 1997 agrandi le 16 novembre 2021 | 856,64           | 0 - 15       | 919                | 145816           | 18° 04′ 01″ nord, 77° 48′ 00″ ouest |       |
| Palisadoes (en) - Port Royal                 | Kingston        |       | 22 avril 2005                              | 75,23            | 0 - 10       | 1454               | 902403           | 17° 55′ 01″ nord, 76° 49′ 01″ ouest |       |
| Zones humides et cays de Portland Bight (en) | Clarendon       |       | 2 février 2006                             | 245,42           | -20 - 10     | 1597               | 902859           | 17° 49′ 01″ nord, 77° 04′ 01″ ouest |       |
| Zone protégée Mason River                    | Clarendon       |       | 12 juin 2011                               | 0,82             |              | 1990               | 555547986        | 18° 11′ 38″ nord, 77° 15′ 47″ ouest |       |